# Jan (hrabia Tusculum)
Jan (zm. przed 1167) – hrabia Tusculum, syn Ptolemeusza II i jego pierwszej żony, Berty.

## Życiorys
Po śmierci ojca w 1153 roku, Jan wspólnie z młodszym bratem, Raino (Reginulfem), przejął władzę w Tusculum. Za czasów Eugeniusza III, papiestwo nabyło prawa do fortecy, z której władzę sprawowali Tuskulańczycy. 8 lipca 1155 roku Jan przyrzekł wierność Hadrianowi IV. W zamian za to, papież chciał dać w lenno Janowi kupioną fortecę i uczynić go swoim wasalem. Senat jednak nie wyraził na to zgody. W literaturze źródłowej w 1167 roku, jako hrabia, pojawia się już tylko Raino, co oznacza, że Jan musiał już wówczas nie żyć.